# Tipula (Pterelachisus) pollex
Tipula (Pterelachisus) pollex is een tweevleugelige uit de familie langpootmuggen (Tipulidae). De soort komt voor in het Palearctisch gebied.